# Ferés (Magnésie)
Ferés, en grec moderne : Φερές, est un ancien dème du district régional de Magnésie, en Thessalie, Grèce. Depuis 2010, il est fusionné au sein du dème de Rígas Feréos.
Selon le recensement de 2011, la population du dème compte 5 752 habitants.